# 克日什托夫·皮翁泰克
克日什托夫·皮翁泰克（波蘭語：Krzysztof Piątek，發音：[ˈkʂɨʂtɔf ˈpjɔntɛk]；1995年7月1日—），波兰职业足球运动员，司职前鋒，現效力於卡塔爾星級足球聯賽球會艾杜哈尼。他也代表波蘭國家足球隊比赛，有著「新利雲」的稱號。
皮亚特克生于波兰下西里西亚省傑爾若紐夫。他早期在波兰国内踢球，曾代表盧賓扎格列比、克拉科維亞参加波兰足球甲级联赛。2017至2018赛季，他在波兰顶级联赛打入21球，排名射手榜第3位。赛季结束后，他转会加盟意甲热那亚。初到意大利，他表现出色，接连追平或打破多项纪录。前半赛季，他打入13粒联赛入球，仅以一球之差落后于基斯坦奴·朗拿度，排名意甲射手榜第二。2019年1月23日，皮亚特克转会加盟米兰。一年後的2020年1月轉戰德甲。

## 俱乐部生涯

### 早年
皮亚特克生于波兰下西里西亚省傑爾若紐夫。据他回忆，他小时候并不喜欢读书，成绩很差。起初，他在当地的傑爾若紐夫9号俱乐部（Dziewiątka Dzierżoniów）接受青训。2012年，他加盟波兰足球丁级联赛杰尔若纽夫莱吉亚足球俱乐部青年队，不久上调到一线队参加联赛，出场6次。

### 盧賓扎格列比
2013年2月，他转会到另一支波兰丁级联赛球队盧賓扎格列比二队。赛季结束后，他被调入盧賓扎格列比一队，参加波兰足球甲级联赛。首个赛季，皮亚特克在联赛出场4次，没有进球，球队降入乙级。随后的一个赛季，他在波兰足球乙级联赛中出场31次，打进8球，送出4次助攻，帮助球队重返顶级联赛。效力盧賓扎格列比的第三个赛季，皮亚特克在顶级联赛的33场比赛中打入6粒进球，贡献了4次助攻，帮助球队获得欧罗巴联赛资格赛的门票。2017年夏天，波兰甲级联赛中游球队克拉科維亞足球俱樂部将他签下，转会费为70万欧元。

### 克拉科維亞
在克拉科維亞俱乐部踢球的两个赛季里，皮亚特克在波兰顶级联赛出场63次，打入32球。其中，2017至2018赛季，他在联赛打进21粒进球，球队排名积分榜第10名，而皮亚特克排名射手榜第三位，仅次于赛季进24球的卡尔利托斯和23球的伊戈尔·安古洛。皮亚特克被选入波兰国家队征战俄罗斯世界杯的初选名单。他的表现也吸引了意大利足球甲级联赛热那亚足球俱乐部的关注。2018年夏天，皮亚特克以400万欧元的转会费加盟热那亚。

### 热那亚
2018年6月8日，皮亚特克与热那亚签下四年合约。他在热那亚的号码为9号。初到意甲，皮亚特克仅仅是一名默默无闻的年轻球员。代表热那亚参加的第一场正式比赛，皮亚特克开场70秒就攻破对手球门，随后又打入三球，完成“大四喜”，帮助球队以4比0在意大利盃中击败莱切，晋级下一轮。因莫蘭迪橋垮塌，热那亚队的首轮意甲联赛延后，8月26日赛季第二轮与恩波利的比赛上皮亚特克才首次在意甲联赛亮相。他开场6分钟就取得进球，热那亚最终2比1获胜。一周过后，萨索洛5比3击败热那亚的比赛中，他首次在联赛中梅开二度。联赛第4轮，皮亚特克的进球帮助热那亚1比0战胜博洛尼亚。第5轮，热那亚1比4不敌拉齐奥，皮亚特克打进了热那亚的唯一进球。个人前四场意甲联赛打入五球，皮亚特克追平了安德烈·舍甫琴科在1999年创下的纪录。第6轮热那亚2比0战胜切沃的比赛，他又打入一球。加上意大利杯的进球，他的赛季进球已经超过10个，成为当赛季欧洲主要联赛首位进球达到两位数的前锋。9月30日热那亚2比1击败弗羅西諾內的比赛里，皮亚特克三分钟内打入两球。连续六轮意甲联赛进球，总进球数8个，他成为了1949至1950赛季卡尔·奥格·汉森之后意甲首个赛季开局表现最好的前锋。第8轮，热那亚1比3不敌帕爾馬，皮亚特克打进一球，这使得他成为1994至1995赛季加比奧·巴迪斯圖達之后首位意甲联赛前七场比赛连续进球的球员。随后的五轮联赛，他陷入了进球荒。11月26日与桑普多利亚的灯塔德比上，皮亚特克创造点球并亲自主罚命中，帮助球队1比1逼平对手。联赛前13轮，皮亚特克一人打入10球，成为该赛季意甲首位联赛进球达到两位数的球员，在射手榜上超越基斯坦奴·朗拿度排在第一位。他成为了10年内意甲联赛前13轮进球最多的球员，次于2008至2009赛季前13轮打入11球的迭戈·米利托。前半赛季，皮亚特克打入13球，排名射手榜第2位，仅落后榜首的基斯坦奴·朗拿度一球。因为表现出色，外界将皮亚特克与波兰前锋罗伯特·莱万多夫斯基相比，称他为“新莱万”。报道称，皇家马德里、巴塞罗那、米兰、国际米兰、罗马、尤文图斯等队都有意引进皮亚特克。

### 米兰
2019年1月23日，米兰宣布皮亚特克加盟，合同期至2023年6月30日。媒体透露，转会费为3500万欧元，附加条款与欧冠联赛参赛资格关联；球员年薪为200万欧元，此外还有奖金。皮亚特克在米兰身穿19号球衣。及後於2019/20球季改穿9號，惟後來因瑞典神鋒伊巴謙莫域回歸及入球數字大跌，加盟一年便離隊。

## 国家队生涯
皮亚特克曾代表波兰20岁以下国家足球队参加U20精英联赛，后来随波蘭21歲以下國家足球隊参加2017年欧洲U-21足球锦标赛，两项赛事中他都有进球纪录。
2018年國際足協世界盃前，皮亚特克入选波兰队35人初选名单。此时，他尚无代表国家队出场的经历。不过，他没有进入最终的23人名单。
世界杯后，皮亚特克在2018年9月11日首次代表波兰国家足球队出场。那场友谊赛波兰队在弗罗茨瓦夫主场与愛爾蘭队1比1战平，皮亚特克首发出场，第61分钟被馬特烏什·克利希换下。整整一个月后，歐洲足協國家聯賽波兰队2比3输给葡萄牙隊的比赛中，他首次在正式比赛中代表国家队亮相。比赛中，他打入全场第一粒进球。这也是他的成年国家队首球。
2022年11月，皮亚特克入選2022年國際足總世界盃大名單。11月22日，皮亚特克在對陣墨西哥的2022年國際足總世界盃中達成在世界盃正賽的首秀。

## 生涯统计

### 俱乐部
最後更新：2019年5月26日 
| 俱乐部           | 赛季    | 联赛   | 联赛 | 联赛 | 杯赛 | 杯赛 | 洲级 | 洲级 | 总计 | 总计 |
| 俱乐部           | 赛季    | 联赛   | 出场 | 进球 | 出场 | 进球 | 出场 | 进球 | 出场 | 进球 |
| ---------------- | ------- | ------ | ---- | ---- | ---- | ---- | ---- | ---- | ---- | ---- |
| 杰尔若纽夫莱吉亚 | 2012–13 | 波兰丁 | 6    | 0    | –    | –    | –    | –    | 6    | 0    |
| 盧賓扎格列比     | 2013–14 | 波兰甲 | 4    | 0    | 0    | 0    | –    | –    | 4    | 0    |
| 盧賓扎格列比     | 2014–15 | 波兰乙 | 30   | 8    | 3    | 1    | –    | –    | 33   | 9    |
| 盧賓扎格列比     | 2015–16 | 波兰甲 | 33   | 6    | 3    | 2    | –    | –    | 36   | 8    |
| 盧賓扎格列比     | 2016–17 | 波兰甲 | 5    | 1    | 1    | 0    | 6    | 0    | 12   | 1    |
| 盧賓扎格列比     | 小计    | 小计   | 72   | 15   | 7    | 3    | 6    | 0    | 85   | 18   |
| 克拉科維亞       | 2016–17 | 波兰甲 | 27   | 11   | –    | –    | –    | –    | 27   | 11   |
| 克拉科維亞       | 2017–18 | 波兰甲 | 36   | 21   | 2    | 0    | –    | –    | 38   | 21   |
| 克拉科維亞       | 小计    | 小计   | 63   | 32   | 2    | 0    | –    | –    | 65   | 32   |
| 热那亚           | 2018–19 | 意甲   | 19   | 13   | 2    | 6    | –    | –    | 21   | 19   |
| AC米兰           | 2018–19 | 意甲   | 18   | 9    | 3    | 2    | –    | –    | 21   | 11   |
| 总计             | 总计    | 总计   | 178  | 69   | 14   | 11   | 6    | 0    | 198  | 80   |

### 国家队
最後更新：2022年11月30日
| 2018 | 2  | 1  |
| 2019 | 4  | 3  |
| 2020 | 5  | 2  |
| 2021 | 6  | 2  |
| 2022 | 6  | 2  |
| 总计 | 27 | 11 |

### 国家队进球
比分中波兰列前
| #  | 日期           | 球场                             | 对手     | 进球 | 比分 | 赛事                       |
| -- | -------------- | -------------------------------- | -------- | ---- | ---- | -------------------------- |
| 1. | 2018年10月11日 | 波兰霍茹夫西里西亞體育場         | 葡萄牙   | 1–0  | 2–3  | 2018–19年歐洲國家聯賽A     |
| 2. | 2019年3月21日  | 奥地利維也納恩斯特·哈佩尔球场    | 奥地利   | 1–0  | 1–0  | 2020年歐洲足球錦標賽外圍賽 |
| 3. | 2019年6月7日   | 北馬其頓斯科普里菲利普二世體育場 | 北馬其頓 | 1–0  | 1–0  | 2020年歐洲足球錦標賽外圍賽 |
| 4. | 2019年6月10日  | 波兰华沙國家體育場               | 以色列   | 1–0  | 4–0  | 2020年歐洲足球錦標賽外圍賽 |

## 外部連結
- 足球数据库：克日什托夫·皮翁泰克的球员统计数据
- Soccerway資料庫：克日什托夫·皮翁泰克